# Verplichtingenstelsel
Het verplichtingenstelsel is een stelsel om de begroting mee op te stellen. Bij het verplichtingenstelsel worden alle bedragen die aan contracten die in een bepaalde periode (meestal een jaar) worden afgesloten, als uitgaven in de begroting opgenomen. De betaling zelf dus niet.
Het verplichtingenstelsel wordt voor een deel toepast bij de Nederlandse Rijksoverheid. Al wordt deze ook in combinatie met het kasstelsel gebruikt.
Stel dat Rijkswaterstaat een nieuw wagenpark koopt, en het contract in het najaar van 2007 afsluit. De productie wordt in 2008 gestart, waarna in de zomer van dat jaar de nieuwe wagens gebruikt gaan worden. Deze wagens gaan vijf jaar mee en de totale kosten zijn 1.000.000 euro.
Met het verplichtingenstelsel wordt de totale 1.000.000 euro op de begroting van 2007, het jaar waarop de verplichting is aangegaan, geplaatst.